# Гаговска гробница
Гаговската гробница е тракийска могила в Община Попово, област Търговище. Наречена е на най-близкото селище - село Гагово в Община Попово.
Могилата с гробницата е паметник на културата с национално значение и се охранява от държавата.

## Местонахождение
Тракийската надгробна могила се намира на около 1200 м северно-североизточно от с. Гагово. Малко преди изградените обозначителни знаци на община Опака на шосето Гагово – Опака (шосе 202) черен път, водещ към река Черни Лом (североизточно от шосето) и възвишенията над нея, след около 1 км извежда до споменатата могила. Самата могила до края на 2008 г. е известна с единствената зидана, но и напълно разрушена в далечно и по-близко минало от иманяри зидана каменна гробница, намираща се в нея.

## Предистория
В края на февруари 2009 г. в Историческия музей в Попово е получена информация за поредна масирана иманярска дейност на територията на една от няколкото надгробни могили, попадаща в землището на село Гагово, община Попово, Търговищка област. Споменатата могила е част от некропол, към който принадлежат още 2 могили, разположени северно и североизточно и попадащи в землището на град Опака. При направения оглед е констатирано, че централната част на могилния насип за пореден път е разкопана, вследствие на което се е достигнало до кръгло подмогилно съоръжение, което е изградено от много добре обработени каменни блокове с рустицирани лица, идеално прилепващи един към друг.

## Проучвания
На около 4 м дълбочина, измерена от най-високата част на насипа, работниците се натъкват на добре запазени части от гробна камера с диаметър около 3,70 м.
В резултат на проведени тримесечни спасителни археологически проучвания до голяма степен се изяснява археологическия контекст и характера на обекта, плана и архитектурните особености на съоръжението, периода и относителната му хронология.
Съгласно резултатите от първоначалните проучвания, гробницата представлява монументален архитектурен комплекс, състоящ се от две кръглокуполни гробни камери (с диаметър 3,7 и 3,9 м), обща правоъгълна предгробна камера, дромос и едно допълнително помещение. Двете кръгли камери имат обща връзка, осъществявана чрез общ вход, затварян с двукрила каменна врата. Отделно всяка от камерите има свой допълнителен излаз към общото предгробно помещение. В предгробното помещение, което води до входовете на гробните камери се е влизало от малкото „допълнително“ помещение. Неговият вход е служел за вход към цялостното съоръжение. Тези три компонента на гробното съоръжение са изградени по едно и също време, реализирайки единна планово-архитектурна композиция. По-късно към гробницата е добавен и дромос (коридор), изграден от непечени кирпичени тухли.
Във времето на съществуването си гробницата е разбивана поне шест пъти. Всички гореспоменати каменни съоръжения са силно пострадали освен от неколкократното ограбване на гробницата, а и от това че в по-късни времена е била превърната в кариера за добиване на готов обработен камък. Повечето от тях са запазени само в основите или малко над тях, но въпреки това дават достатъчна представа за монументалността на съоръжението като цяло.
През есента на 2009 г. по препоръка на Националния институт за опазване на недвижимите културни ценности (НИОНКЦ) и със средства на община Попово е построен временен защитен навес над разкритите руини на тракийската гробница.

## Находки
Тъй като могилата е била многократно разкопавана от иманяри почти липсват археологически материали, с изключение на единични фрагменти от битова керамика, останки от въоръжение, части от архитектурни елементи, позволяващи датирането на обекта в края на IV – началото на III век пр.н.е.
Сред перфектно обработените разхвърляни камъни са открити останки от съдове от средновековието, турска монета и други, които са изпаднали от някогашните иманяри. Още преди векове те разбили кръглия купол на едната гробна камера.

## Изводи
Тракийската могила до село Гагово, община Попово е паметник на културата с национално значение. Гробница с подобно архитектурно-планово решение от времето на траките не е известна дотогава от територията на днешна България. Наличието ѝ вероятно трябва да се свърже с местен гетски тракийски владетел, чиято не по-малко представителна резиденция се намирала в непосредствена близост, и за която няма информация. Подобно планово решение с 2 еднакви долепени една до друга гробни камери навежда на мисълта за извършено погребение на двама знатни тракийци, вероятно съвладетели.
Довършителните проучвания, целящи цялостно разкриване на архитектурата са завършени в края на месец юни 2010 г. Те продължават около месец и половина. Резултатите от тях са, че е установен голям вътрешен двор ограден от каменен зид, около двата входа към гробното съоръжение. Затвореното пространство в него е около 40 m². Освен това, напълно е отворен и т. нар. дромос- керпичен тунел свързващ двете гробни камери с дължина пет метра и половина. Уникалният проход, дело на древните тракийски майстори е напълно запазен.
Разкритата цялостно гробница значително обогатява данните за плановите схеми, използвани строителни материали и техники на градеж, както и приложението на ордерна декорация в гробничната архитектура в Древна Тракия. Особено важни са данните от кирпичената зидария и комбинацията от две куполни кошеровидни камери.
Предложената хронология на паметника в последната четвърт на ІV век пр. Хр. – първата четвърт на ІІІ век пр. Хр. не може да бъде прецизирана въз основа на новите керамични материали, но и те не излизат от рамките на гореспоменатия период.